# Carretó elevador

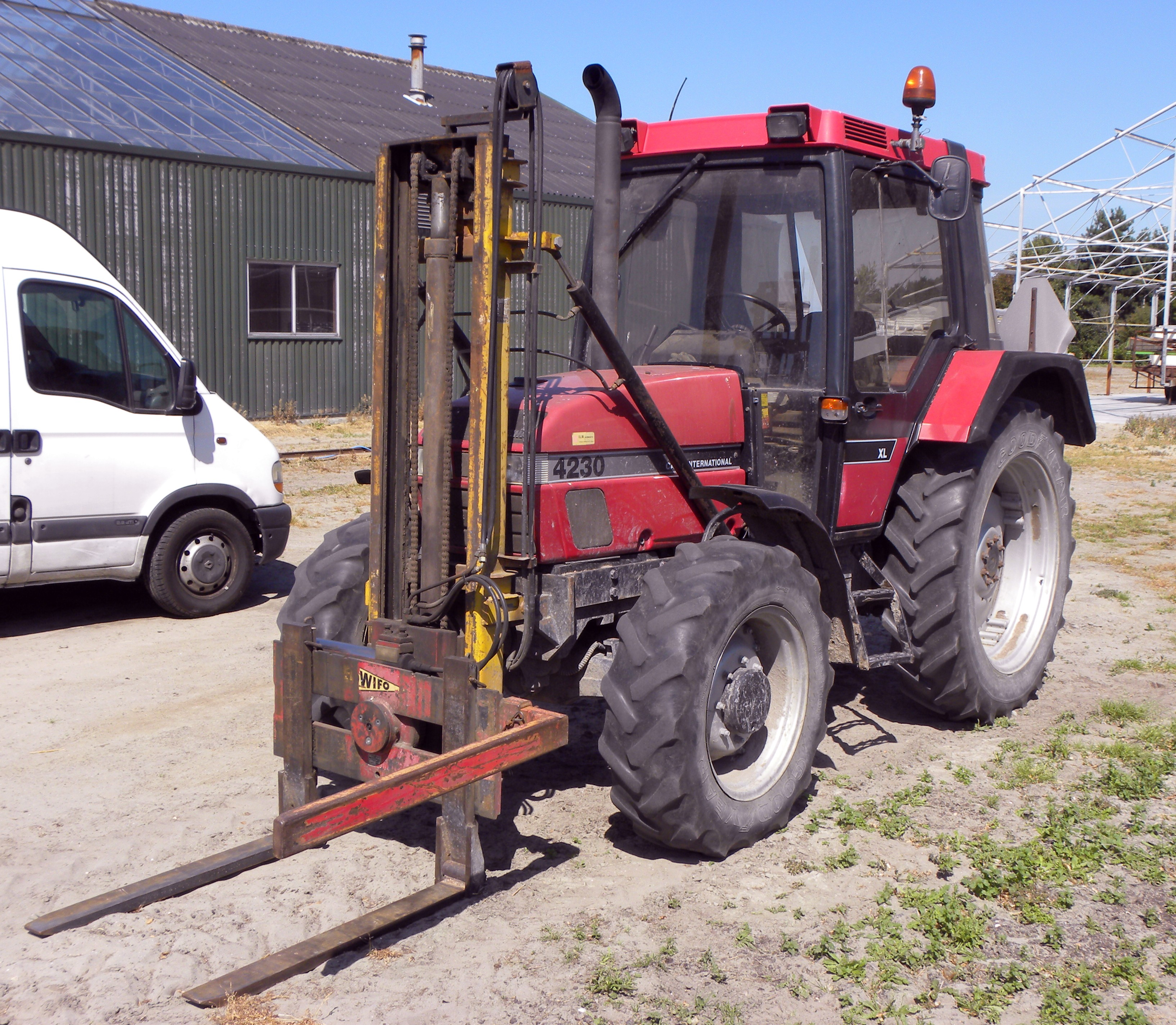
Pinces elevadores hidràuliques per a tractors.

Un carretó elevador —també dit col·loquialment toro mecànic o simplement toro— és un vehicle destinat a la manipulació de càrregues. Habitualment disposen d'una forca elevadora a la part frontal per moure palets. Habitualment tenen dos eixos, el davanter motriu i el posterior de gir. La propulsió pot ser tant amb motor elèctric com amb motor tèrmic amb diversos combustibles com ara gasoli o GLP.

## Seguretat en carretons elevadors

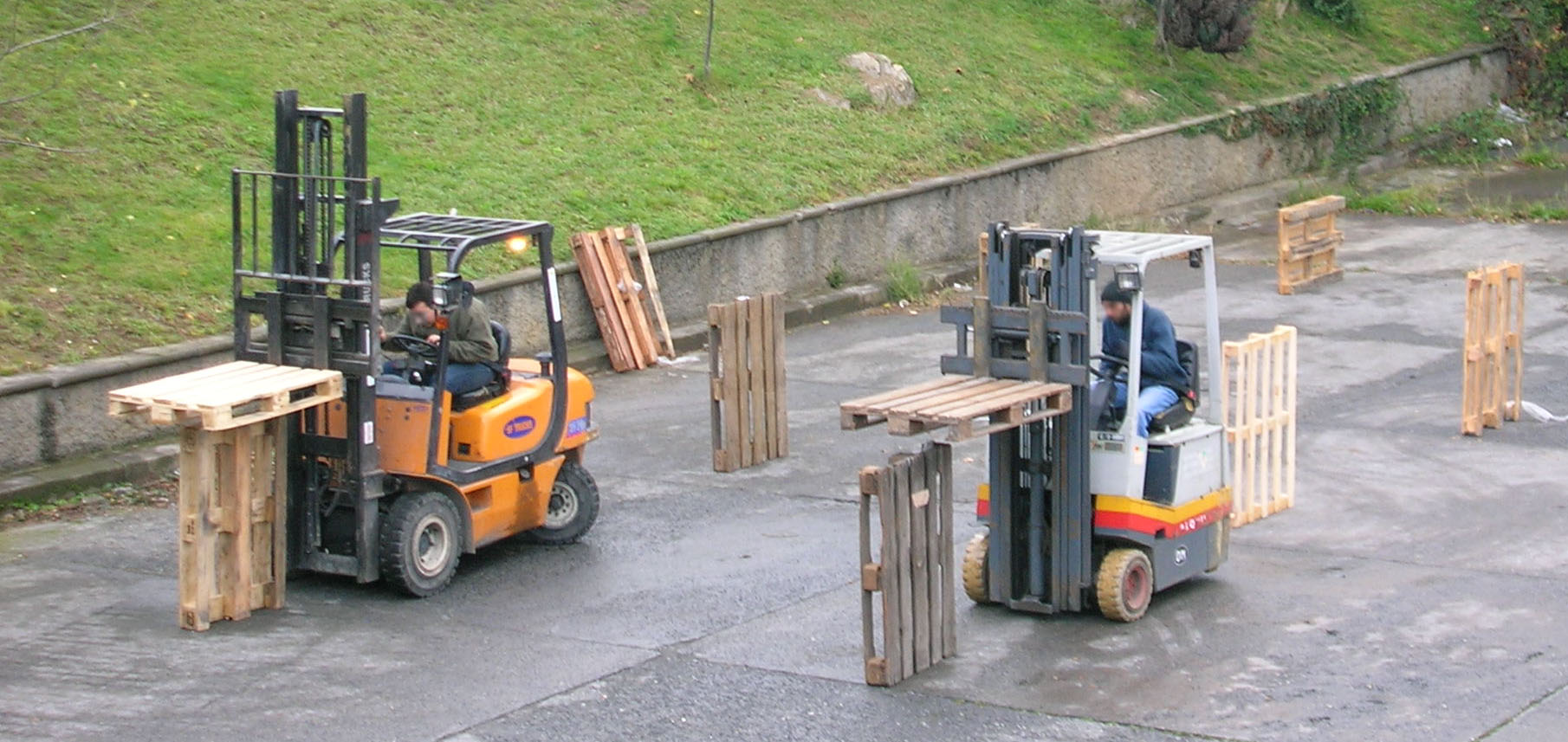
Competició d'habilitat amb carretons elevadors

Al mercat hi ha solucions per reduir riscos laborals produïts per atropellaments amb carretons elevadors.

### Radars d'ultrasons
Els sensors d'ultrasons són detectors de proximitat que detecten objectes a distàncies que van des de pocs centímetres fins a diversos metres. El sensor emet un so i mesura el temps que el senyal triga a tornar. No discrimina entre persones i objectes. Qualsevol obstacle darrere del carretó serà detectat. Normalment aquest tipus de sensors només s'utilitza per a la detecció del darrere.

### Sistemes de radiofreqüència
Són solucions que adverteixen als conductors de carretons quan detecta persones pròximes al carretó. Els vianants han de portar un dispositiu de radiofreqüència (clauers electrònics Tags) que emeten quan un carretó els detecta, alertant el conductor del risc d'atropellament. La detecció és tant davantera com del darrere i discrimina les persones dels obstacles habituals en els magatzems. Per aquest motiu el conductor només és alertat quan hi ha un vianant a prop del carretó.
Hi ha diferents solucions al mercat:
- Alerta de Persones PAS[5]